# Іваньківська сільська рада (Маньківський район)
Іва́ньківська сільська́ ра́да — колишня адміністративно-територіальна одиниця та орган місцевого самоврядування в Маньківському районі Черкаської області. Адміністративний центр — село Іваньки.

## Загальні відомості
- Населення ради: 3 247 осіб (станом на 2001 рік)

## Населені пункти
Сільській раді були підпорядковані населені пункти:
- с. Іваньки
- с. Тимошівка

## Склад ради
Рада складалася з 20 депутатів та голови.
- Голова ради:
- Секретар ради: Жайворонок Галина Петрівна

### Керівний склад попередніх скликань
| Прізвище, ім'я, по батькові   | Основні відомості                                                                                  | Дата обрання | Дата звільнення |
| ----------------------------- | -------------------------------------------------------------------------------------------------- | ------------ | --------------- |
| Кондратюк Валентин Михайлович | Сільський голова, 1972 року народження, освіта вища, безпартійний                                  | 26.03.2006   | 31.10.2010      |
| Кондратюк Валентин Михайлович | Сільський голова, 1972 року народження, освіта вища, член Всеукраїнського об'єднання «Батьківщина» | 31.10.2010   | 13.11.2014      |

Примітка: таблиця складена за даними сайту Верховної Ради України

### Депутати
За результатами місцевих виборів 2010 року депутатами ради стали:

#### За суб'єктами висування
| Суб'єкт висування           | Кількість обраних депутатів | %  |
| --------------------------- | --------------------------- | -- |
| Самовисування               | 15                          | 75 |
| Народна партія              | 4                           | 20 |
| Комуністична партія України | 1                           | 5  |

#### За округами
| № округу                    | Прізвище, ім'я, по батькові   | Дата визнання обраним | Освіта  | Партійна приналежність             | Відомості про обраного депутата                            |
| --------------------------- | ----------------------------- | --------------------- | ------- | ---------------------------------- | ---------------------------------------------------------- |
| Комуністична партія України |                               |                       |         |                                    |                                                            |
| 20                          | Остроушко Микола Микитович    | 03.11.2010            | середня | член Комуністичної партії України  | пенсіонер                                                  |
| Народна Партія              |                               |                       |         |                                    |                                                            |
| 1                           | Капітонов Сергій Іванович     | 03.11.2010            | вища    | член Народної партії               | ТОВ «Дзензелівське», завідувач фермою                      |
| 3                           | Бондаренко Павло Леонтійович  | 03.11.2010            | середня | член Народної партії               | ТОВ «Дзензелівське», бригадир тракторної бригади           |
| 8                           | Дев'ятко Володимир Петрович   | 03.11.2010            | середня | член Народної партії               | ТОВ «Дзензелівське», тракторист                            |
| 16                          | Солонько Василь Федорович     | 03.11.2010            | вища    | позапартійний                      | ДП «Іваньківський цукровий завод», головни й інженер       |
| Самовисування               |                               |                       |         |                                    |                                                            |
| 2                           | Криворот Григорій Іванович    | 03.11.2010            | вища    | позапартійний                      | Іваньківська загальноосвітня школа, робітник               |
| 4                           | Олійник Олена Петрівна        | 03.11.2010            | вища    | позапартійна                       | Іваньківська загальноосвітня школа, вчитель історії        |
| 5                           | Дишлюк Роман Михайлович       | 03.11.2010            | середня | позапартійний                      | Православна церква, настоятель храму                       |
| 6                           | Ганджа Сергій Гаврилович      | 03.11.2010            | вища    | член Соціалістичної партії України | ТОВ «Дзензелівське», бригадир рільничої бригади            |
| 7                           | Пронь Микола Максимович       | 03.11.2010            | вища    | член Партії регіонів               | ТОВ «Дзензелівське», завідувач зерноскладу                 |
| 9                           | Юрчик Наталія Іванівна        | 03.11.2010            | середня | позапартійна                       | Іваньківський СБК, завідувач СБК                           |
| 10                          | Чемерись Олександр Степанович | 03.11.2010            | середня | член Партії регіонів               | ДП «Іваньківський цукровий завод», експедитор              |
| 11                          | Балабан Сергій Іванович       | 03.11.2010            | вища    | член Партії регіонів               | ДП «Іваньківський цукровий завод», еколог                  |
| 12                          | Жайворонок Галина Петрівна    | 03.11.2010            | вища    | позапартійна                       | Іваньківська сільська рада, секретар ради                  |
| 13                          | Гетьман Петро Петрович        | 03.11.2010            | вища    | позапартійний                      | ФГ «Гетьман плюс», голова ФГ                               |
| 14                          | Драган Людмила Миколаївна     | 03.11.2010            | середня | позапартійна                       | ВПЗ ІВаньки, завідува ч                                    |
| 15                          | Дубик Павло Петрович          | 03.11.2010            | вища    | позапартійний                      | ДП «Іваньківський спиртовий завод», завідувач лабораторією |
| 17                          | Драган Микола Іванович        | 03.11.2010            | вища    | позапартійний                      | ДП «Іваньківськийцукровий завод», начальн икКІП            |
| 18                          | Руденко Анатолій Іванович     | 03.11.2010            | вища    | позапартійний                      | ТОВ «Анмакс», начальник охорони                            |
| 19                          | Рябовіл Іван Іванович         | 03.11.2010            | середня | позапартійний                      | ПП «Фермер», приватний підприємець                         |